# Sergej Makarov (bacač koplja)
Sergej Aleksandrovič Makarov, rus. Сергей Александрович Макаров (Podolsk, 19. ožujka 1973.) je ruski atletski predstavnik u bacanju koplja. Sin je olimpijskog doprvaka u bacanju koplja iz 1980.,  Aleksandra Makarova.
Bivši je svjetski prvak i dvostruki je osvajač brončanog odličja s Olimpijskih igara (2000. i 2004.) Osobni rekord mu je daljina od 92.61 m do koje je bacio 2002. godine u Sheffieldu. Od ostalih rezultata, ima osvojeno prvo mjesto na Igrama dobre volje 1998. i jedno prvo (2003.), te dva treća mjesta (2004. i 2005.) sa svjetskih atletskih finala. 
Oženjen je za Oksanu Ovčinjikovu, bivšu rusku reprezentativku u bacanju koplja.